# Comastoma
Comastoma es un género de plantas con flores perteneciente a la familia Gentianaceae.  Comprende 25 especies descritas y de estas solo 18 aceptadas.

## Descripción
Son plantas herbáceas bienales o perennes, glabras y erectas. Las hojas basales en roseta, las caulinarias opuestas, laxas. La inflorescencia es solitaria, terminal. Flores pedunculadas, con pedúnculo largo, tetrámeras, raramente meras, bisexuales, actinomorfas-zigomorfas, sobre todo campanulada-tubular. Cáliz dividido su mayoría hasta la base, a veces no formando un tubo. la corola, a veces tubular, de varios colores: azul, púrpura, violeta, rojo, rosa o blanco. El fruto es una cápsula dehiscente. Semillas marrón claro a oscuro, ovoides o circular en forma, sobre todo suave, rara vez forma reticulada.

## Taxonomía
El género fue descrito por (Wettst.) Toyok. y publicado en Botanical Magazine 74(874): 198. 1961.

## Especies seleccionadas
- Comastoma arrectum
- Comastoma beesianum
- Comastoma cyananthiflorum
- Comastoma dechyanum
- Comastoma pulmonarium
- Comastoma tenellum